# Le Dorat
Le Dorat é uma comuna francesa na região administrativa da Nova Aquitânia, no departamento de Alto Vienne. Estende-se por uma área de 23,77 km². Em 2010 a comuna tinha 1 704 habitantes (densidade: 71,7 hab./km²).